# Relations entre la Bulgarie et Chypre
Les relations entre la Bulgarie et Chypre sont les relations étrangères bilatérales de la Bulgarie et de Chypre, deux États membres de l'Union européenne.
Leurs relations se sont développées en terme commercial et stratégique. La Bulgarie a un ambassade à Nicosie et un consulat général à Limassol. Chypre à un ambassade à Sofia qui a une branche à Bourgas.

## Histoire
La Bulgarie a été l'un des premiers pays à reconnaître l'indépendance de Chypre en 1960.

## Sources
- (en) Cet article est partiellement ou en totalité issu de l’article de Wikipédia en anglais intitulé « Bulgaria–Cyprus relations » (voir la liste des auteurs).

## Compléments